# Hans Conrad von Orelli (Theologe)
Hans Conrad von Orelli; auch Johann Konrad Orelli (* 22. August 1770 in Wädenswil, andere Quelle Zürich; † 25. Oktober 1826 in Zürich) war ein Schweizer evangelischer Geistlicher und Hochschullehrer.

## Leben
Hans Conrad von Orelli war der Sohn von Johann Caspar von Orelli (* 1741 in Zürich; † 22. Oktober 1800 ebenda), Landvogt von Wädenswil, und dessen Ehefrau Dorothea (* 5. August 1746 in Zürich; † 23. Februar 1798 ebenda), Tochter von Hans Martin Usteri (1722–1803). Sein Cousin war der Philologe Johann Caspar von Orelli.
Er besuchte das Gymnasium in Zürich; seine dortigen Lehrer waren Johann Jakob Steinbrüchel, Johann Jakob Breitinger und Leonhard Usteri (1741–1789).
Er immatrikulierte sich am Collegium Carolinum Zürich und studierte Theologie, obwohl er mehr an Philologie interessiert war; 1792 erfolgte seine Ordination. Weil er keine Möglichkeit hatte, an einer deutschen Universität zu studieren, erstellte er sich Auszüge aus Kollegienheften der Vorlesungen von Friedrich August Wolf von der Universität Halle.
1794 wurde er als Professor für Kirchengeschichte und 1796 für Ethik und Naturgesetze an das Collegium Carolinum Zürich berufen, dessen Rektor er von 1815 bis 1816 war; dazu war er seit Herbst 1796 Diakon an der Predigerkirche, an der er 1810 auch Pfarrer und Chorherr am Grossmünsterstift wurde.
Hans Conrad von Orelli war seit 1797 mit Dorothea (* 1777 in Zürich; † 9. März 1846 ebenda), Tochter von Rudolf Cramer (1743–1794), Archidiakon am Zürcher Grossmünster, verheiratet. Gemeinsam hatten sie zwei Kinder:
- Hans Martin von Orelli (* 1799 in Zürich; † 4. August 1799 ebenda);
- Susanna Margaretha von Orelli (* 5. September 1811 in Zürich; † 1904); in erster Ehe verheiratet mit Hans Rudolf Spöndli († 1834 in Dübendorf) und in zweiter Ehe mit Diethelm Burkhard (1798–1871); ihr Enkel war der spätere gleichnamige Politiker Diethelm Burkhard.

## Geistliches und schriftstellerisches Wirken
Hans Conrad von Orelli stand als frei gesinnter Theologe in Opposition zu Johann Kaspar Lavater.
Er publizierte eine Vielzahl seiner Predigten und edierte lateinische und griechische Klassiker, unter anderem die Disputationum adversus gentes libri septem des Arnobius des Älteren, und auch zur neueren Zürcher Schul- und Kirchengeschichte.
Er verkehrte unter anderem schriftlich mit dem katholischen Theologen Ignaz Heinrich von Wessenberg und dem Philologen Friedrich Jacobs.

## Schriften (Auswahl)
- Nicolaus Damascenus, historiarum excerpta et fragmenta. Lipsiae 1804.
- Jakob Balde; Johann Konrad von Orelli: Jacobi Balde e societate Jesu Carmina selecta. Turici: Orelli, Füssli, 1805.
- Heinrich Bullinger und die Schüler Zürichs. Zürich 1806.
- Salomon Wolf; Johann Konrad von Orelli: Die Wirksamkeit des Predigtamts nach ihren Hindernissen und Beförderungsmitteln in Rücksicht auf unser Vaterland betrachtet. Zürich 1808.
- Johann Konrad von Orelli; Adamantios Koraēs; Theodorus Metochita: Supplementum Editionis Lipsiensis Nicolai Damasceni Continens Annotationes Et Emendationes Diamantis Coray et Aliorum Quibus Suas Adscripsit Ioannes Conradus Orellius. Accedunt Theodori Metochitae Capita II De Politia Cyrenaeorum et Carthaginiensium. Lipsiae: Weidmann, 1811.
- Schweizerische Wohlthätigkeit in ältern Zeiten des Eidgenössischen Freystaates. Zürich 1812.
- Bemerkungen über einige Ursachen der Rückschritte in der religiösen und wissenschaftlichen Aufklärung nach den Zeiten der Glaubensverbesserung bis in die Mitte des 18. Jahrhundert. Zürich 1814.
- Heinrich Geiger; Johann Konrad von Orelli: Historische Darstellung des Sittlich-Religiosen Zustandes der Zürcherischen Kirche im Laufe des XVIII. und im Anfange des gegenwärtigen Jahrhunderts der Zürcherischen Synode vorgelesen: nebst angehängten Bemerkungen über einige Ursachen der Rückschritte in der Aufklärung. Zürich: Orell Füssli 1814.
- Isaeus; Isocrates; Johann Konrad von Orelli: De Meneclis Hereditate. Turici, 1814.
- Isocrates.; Johann Konrad Orelli; Johann Kaspar von Orelli: Isocratis Oratio de permutatione ex codd. msstis suppleta ab Andrea Mustoxyde. Turici, typis Orellii, Fuesslini et socc., 1814.
- Epistola critica ad Johannum Conradum Orellium. Lipsiae, 1815.
- Collectio epistolarvm graecarvm. Lipsiae, in libraria Weidmannia, 1815.
- Socrates, Atheniensis; Pythagoras; Johann Konrad von Orelli: Socratis et Socraticorum, Pythagorae et Pythagoreorum quae feruntvr Epistolae. Lipsiae: Weidmann, 1815.
- Philo, Byzantius; Denis de Salvaing de Boissieu; Leone Allacci; Johann Konrad von Orelli; Callinicus; Hadrianus: Philonis Byzantini Libellus de septem orbis spectaculis.  Lipsiae: Vogel, 1816.
- Memnon; Johann Konrad von Orelli: Memnonis Historiarum Heracleae Ponti excerpta servata a Photio, graece, cum versione lat. L. Rhodomanni : acc. Scriptorum Heracleotarum Nymphidis Promathidae et Dom. Callistrati fragmenta veterum Historicorum loca de rebus Heracleae Ponti et Chionis Heracleotae quae feruntur epistolae cum versione lat. I. Caselii: accedit Jo. Casp. Orelli Epistola critica in epistolas Socraticas et Pythagoricas. Leipzig 1816.
- Arnobius der Ältere; Johann Konrad von Orelli: Disputationum adversus gentes libri septem. Leipzig 1816.
- Epicurus; Johann Konrad von Orelli; Carlo Maria Rosini: Epicuri Fragmenta librorum II et XI De Natura in voluminibus papyraceis ex Herculano erutis reperta, probabiliter restituta. Lipsiae: Vogel, 1818.
- Anthologia lyrica poetarum Latinorum recentioris aevi. Turici: Literis Orellii, Fusslini et Soc, 1818.
- Marcus Antonius Polemon; Pierre Poussines; Johann Konrad von Orelli; Callimachus; Kynaigeiros: Polemonis Laodicensis sophistae laudationes II funebres in Cynaegirum et Callimachum occisos in pugna Marathonia: Graece. Accedit incerti scriptoris Graeci certamen inter Cleonnin et Aristomenem de virtutis principatu.  Lipsiae, 1819.
- Opuscula Graecorum veterum sententiosa et moralia: graece et latine. Lipsiae: in Libraria Weidmannia, 1819–1821.
- Lesbonax; Johann Konrad von Orelli: Declamationes duae quae supersunt. Lipsia, 1820.
- Hesychii Milesii opuscula duo. Lipsiae 1820.
- Sallustius; Johann Konrad von Orelli: Peri theōn kai kosmu - Libellus de diis et mundo. Turicum, 1821.
- Die Zürchrische Kirche betrachtet als Denkmahl des Schuzes der Vorsehung während der letzten 5 Dezennien. Zürich 1821.
- Verfechtung des reinen Protestantismus, Rationalismus und unsers Kirchentums gegen die neuesten Angriffe. Zürich: Ziegler und Söhne, 1822.
- Publilius Syrus; Johann Konrad von Orelli; Decimus Laberius: Publii Syri Mimi et aliorum sententiae: Cum D. Laberii prologo et fragmentis moralibus. Lipsiae: Fleischer, 1822.
- Poetarum veterum Latinorum carmina sententiosa. Lipsiae 1822.
- Leben und Charakterzüge Leonhard Usteri's, weiland Professor's der Theologie und Chorherr'n der Stift zum Grossenmünster (Geb. 1741. Gest. 1789): Zum dankbaren Andenken der vor fünfzig Jahren von Ihm gestifteten Zürcherschen Töchterschule. Zürich 1824.
- Johann Konrad Orelli; Johann Kaspar von Orelli; Alexander von Aphrodisias; Ammonius Hermiae; Plotinus; Bardesanes; George Gemistus Plethon: Alexandri Aphrodisiensis, Ammonii Hermiae filii, Plotini, Bardesanis Syri, et Georgii Gemisti Plethonis De fato quae supersunt Graece. Ad codicum manuscriptorum editionum versionum fidem recensuit. Turici, Typis Orelii, 1824.
- Sanchoniathones Berytius; Philo Byblius; Eusebius, Pamphili; Scaligerus; Johann Konrad von Orelli: Sanchoniathonis quae feruntur Fragmenta de cosmogonia et theologia Phoenicum.  Lipsiae Hinrichs 1826.
- Anecdota seu historia arcana. Lipsia 1827.